# Список эпизодов телесериала «Уитни»
Список серий американского ситкома «Уитни», который шел на телеканале NBC с 22 сентября 2011 года по 27 марта 2013 года. Всего в эфир вышло 38 эпизодов сериала, составляющих два сезона.
Сериал рассказывает о Уитни Каммингс из Чикаго, изображающую беллетризованную версию себя, и её очень поддерживающим сожителе. Хотя пара решила, что они не будут вступать в брак, Уитни сомневается, насколько они преданы друг другу после их 3-летних отношений, и старается доказать свою точку зрения. Она начинает бояться, что «отношения от скуки» и повседневная рутина могут положить конец их отношениям. Судя по тому, что она видит и слышит вокруг себя, Уитни решает использовать нетрадиционные методы, чтобы сохранить романтику в отношениях с помощью своих близких друзей.

## Обзор сезонов
| Сезон | Сезон | Эпизоды | Оригинальная дата показа | Оригинальная дата показа | Рейтинг Нильсена       | Рейтинг Нильсена |
| Сезон | Сезон | Эпизоды | Премьера сезона          | Финал сезона             | Зрители США (миллионы) | Ранк             |
| ----- | ----- | ------- | ------------------------ | ------------------------ | ---------------------- | ---------------- |
|       | 1     | 22      | 22 сентября 2011         | 28 марта 2012            | 5,11                   | 122              |
|       | 2     | 16      | 14 ноября 2012           | 27 марта 2013            | 4,19                   | 115              |

## Список серий

### Сезон 1 (2011-12)
| № общий | № в сезоне | Название                                                          | Режиссёр         | Автор сценария                  | Дата премьеры    | Произв. код | Зрители в США (млн) |
| --- | ---------- | ----------------------------------------------------------------- | ---------------- | ------------------------------- | ---------------- | ----------- | ------------------- |
| 1 | 1          | «Spicing Things Up» «Приправляя вещи»                             | Энди Аккерман    | Уитни Каммингс                  | 22 сентября 2011 | 01701       | 6,84                |
| Фотограф Уитни Каммингс, чувствуя, что сексуальная жизнь с бойфрендом Алексом уже не такая как прежде, она идёт в секс-шоп, чтобы купить наряд, который, как она надеется, привлечёт его внимание. |            |                                                                   |                  |                                 |                  |             |                     |
| 2 | 2          | «First Date» «Первое свидание»                                    | Энди Аккерман    | Уитни Каммингс                  | 29 сентября 2011 | CFK02       | 5,40                |
| Уитни устраивает свидание для неё и Алекса. |            |                                                                   |                  |                                 |                  |             |                     |
| 3 | 3          | «Silent Treatment» «Безмолвное лечение»                           | Энди Аккерман    | Дэниэл Санчес-Уицел             | 6 октября 2011   | CKF03       | 4,89                |
| Уинтни замечает, что Алекс смотрит на другую девушку и реает его наказать, однако её план приводит к неожиданным последствиям.                                                                     |            |                                                                   |                  |                                 |                  |             |                     |
| 4 | 4          | «A Decent Proposal» «Достойное предложение»                       | Энди Аккерман    | Джон Куиантанс                  | 13 октября 2011  | CKF04       | 4,25                |
| 5 | 5          | «The Wire» «Провод»                                               | Джон Фортенберри | Этан Сандлер                    | 27 октября 2011  | CKF05       | 4,19                |
| 6 | 6          | «Two Broke-Up Guys» «Два одиноких парня»                          | Энди Аккерман    | Мэттью Харавиц                  | 3 ноября 2011    | CKF08       | 4,31                |
| 7 | 7          | «Getting to Know You» «Узнавая тебя»                              | Генри Чен        | Эдриан Веннер                   | 10 ноября 2011   | CFK06       | 4,28                |
| 8 | 8          | «Clarence!» «Кларенс!»                                            | Марк Кендровски  | Сэм Склевер                     | 17 ноября 2011   | CKF07       | 3,97                |
| 9 | 9          | «Up All Night» «Всю ночь напролет»                                | Энди Аккерман    | Уитни Каммингс и Джон Куиантанс | 1 декабря 2011   | CFK10       | 3,93                |
| 10 | 10         | «Christmas is Cummings» «Рождество это Каммингс»                  | Энди Аккерман    | Джон Куиантанс                  | 8 декабря 2011   | CKF09       | 4,08                |
| 11 | 11         | «Private Parts» «Сокровенные места»                               | Энди Аккерман    | Мэттью Харавиц                  | 11 января 2012   | CFK12       | 5,79                |
| 12 | 12         | «Faking It» «Имитируя это»                                        | Фред Саваж       | Тереза Миллиган Розенталь       | 18 января 2012   | CFK11       | 4,15                |
| 13 | 13         | «Codependence Day» «День зависимости»                             | Энди Аккерман    | Этан Сэдлер и Дэн Леви          | 25 января 2012   | CKF13       | 4,40                |
| 14 | 14         | «Mind Games» «Игры разума»                                        | Линда Мендоза    | Бетси Томас и Эдриан Уэннер     | 1 февраля 2012   | CKF14       | 4,33                |
| 15 | 15         | «Lance!» «Лэнс!»                                                  | Энди Аккерман    | Сэм Склэйвер                    | 8 февраля 2012   | CKF15       | 4,06                |
| 16 | 16         | «48 Hours» «48 часов»                                             | Дэвид Трэйнер    | Джон Куэйнтанс                  | 15 февраля 2012  | CKF16       | 4,48                |
| 17 | 17         | «Mad Women» «Чокнутые дамочки»                                    | Бетси Томас      | Уитни Каммингс                  | 22 февраля 2012  | CKD17       | 4,11                |
| 18 | 18         | «Homeland Security» «Национальная безопасность»                   | Энди Аккерман    | Эдриан Веннер                   | 29 февраля 2012  | CFK18       | 4,13                |
| 19 | 19         | «The Ex Box» «Бывший бокс»                                        | Энди Аккерман    | Закари Розенблатт               | 7 марта 2012     | CKF19       | 4,23                |
| 20 | 20         | «G-Word» «Город Джи»                                              | Энди Аккерман    | Мэттью Харавиц                  | 14 марта 2012    | CKF20       | 3,91                |
| 21 | 21         | «Something Old, Something New» «Что-то старое, что-то новое»      | Энди Аккерман    | Кирк Джей Ранделл               | 21 марта 2012    | CKF21       | 4,18                |
| 22 | 22         | «Something Black, Something Blue» «Что-то чёрное, что-то голубое» | Бетси Томас      | Уитни Каммингс                  | 28 марта 2012    | CKF22       | 4,09                |

### Сезон 2 (2012-13)
| № общий | № в сезоне | Название                                      | Режиссёр      | Автор сценария                  | Дата премьеры   | Произв. код | Зрители в США (млн) |
| --- | ---------- | --------------------------------------------- | ------------- | ------------------------------- | --------------- | ----------- | ------------------- |
| 23 | 1          | «Bawl and Chain» «Рык и цепь»                 | Энди Аккерман | Эрик Циклин                     | 14 ноября 2012  | CLL01       | 4,22                |
| Мать Уитни злится, когда узнаёт, что свадьба дочери не была официальной. У Лили и Роксаны проблемы с подарком на свадьбу Уитни.                                   |            |                                               |               |                                 |                 |             |                     |
| 24 | 2          | «Poor Whitney» «Бедная Уитни»                 | Энди Аккерман | Лиз Астроф                      | 21 ноября 2013  | CLL02       | 3,94                |
| Заведя общий счёт в банке, Уитни шокирована тем, что у Алекса оказалось намного меньше денег, чем она думала. Тем временем Марк уходит из полиции и покупает бар. |            |                                               |               |                                 |                 |             |                     |
| 25 | 3          | «Sex, Lies, and Alibis» «Секс, ложь и алиби»  | Стив Цукерман | Уил Калхун и Лиз Астроф         | 5 декабря 2012  | CLL03       | 3,92                |
| После откровений Алекса, Уитни тоже признаётся во лжи. Марк нанимает нового бармена, Арджея.                                                                      |            |                                               |               |                                 |                 |             |                     |
| 26 | 4          | «Hello Giggles» «Привет, смешок»              | Энди Аккерман | Дэн Леви                        | 12 декабря 2012 | CLL04       | 3,77                |
| Уитни начинает смеяться над фразой Алекса «Пожалуйста, Господи, только не так» и никак не может прекратить.                                                       |            |                                               |               |                                 |                 |             |                     |
| 27 | 5          | «Three's Company» «Компания трех»             | Дэвид Трейнер | Закари Розенблатт               | 2 января 2013   | CLL05       | 4,96                |
| 28 | 6          | «Two Broke Hearts» «Два разбитых сердца»      | Энди Аккерман | Оуэн Х. М. Смит                 | 9 января 2013   | CLL06       | 4,11                |
| 29 | 7          | «Sorry!» «Прости!»                            | Энди Аккерман | Уитни Каммингс и Линда Уоллам   | 30 января 2013  | CLL07       | 3,64                |
| 30 | 8          | «Space Invaders» «Вторжение из космоса»       | Энди Аккерман | Закри Розенблатт                | 6 февраля 2013  | CLL08       | 3,56                |
| 31 | 9          | «Snapped» «Треснувший»                        | Энди Аккерман | Лиз Астроф                      | 13 февраля 2013 | CLL09       | 3,59                |
| 32 | 10         | «Breaking Dad» «Во все папы»                  | Энди Аккерман | Тереза Миллиган Розенталь       | 20 февраля 2013 | CLL10       | 3,14                |
| 33 | 11         | «Slow Ride» «Медленная езда»                  | Линда Мендоза | Эрик Циклин                     | 27 февраля 2013 | CLL11       | 3,41                |
| 34 | 12         | «Lost in Transition» «Трудности переезда»     | Энди Аккерман | Дебби Вулф                      | 6 марта 2013    | CLL12       | 3,83                |
| 35 | 13         | «Nesting» «Гнездование»                       | Энди Аккерман | Тереза Миллиган Розенталь       | 13 марта 2013   | CLL13       | 3,38                |
| 36 | 14         | «Crazy, Stupid, Words» «Эти безумные слова»   | Энди Аккерман | Закари Розенблатт и Эрик Циклин | 20 марта 2013   | CLL14       | 3,13                |
| 37 | 15         | «Alex, Meet Lily» «Алекс, познакомься с Лили» | Энди Аккерман | Меган Херн                      | 27 марта 2013   | CLL15       | 2,92                |
| 38 | 16         | «Cake, Cake, Cake» «Торт, торт, торт»         | Энди Аккерман | Уитни Каммингс и Дэн Леви       | 27 марта 2013   | CLL16       | 2,88                |